# Ptichopus carajaensis
Ptichopus carajaensis es una especie de coleóptero de la familia Passalidae.

## Distribución geográfica
Habita en Brasil.